# Île Saint-Laurent
Pour les articles homonymes, voir Saint-Laurent.
Cet article concerne l'île de l'océan Pacifique. Pour l'île de l'océan Indien, voir Madagascar.
Ne doit pas être confondu avec Île Saint-Laurent (Saône).
L'île Saint-Laurent (en anglais : St. Lawrence Island ; en yupik sibérien central : Sivuqaq ; en russe : Остров Святого Лаврентия) est une île située dans la mer de Béring, au sud du détroit de Béring. L'île, d'une superficie de 4 640,12 km2, appartient à l'État de l'Alaska (États-Unis). À l'est se trouve l'archipel des îles Punuk et au sud une polynie.
La population humaine est principalement constituée de Yupiks. Elle se concentre dans deux villages : Savoonga et Gambell.

## Géographie
L'île Saint-Laurent est située dans la mer de Béring et au sud du détroit de même nom, à l'ouest de l'Alaska, à environ 64° nord, 170° 28' ouest. Bien que territoire de l'Alaska, elle est géographiquement plus proche de la Russie (elle en est séparée de 74 kilomètres, contre 187 de l'Alaska). L'île Saint-Laurent est considérée comme l'une des portions non immergées de l'ancien pont terrestre de Béringie qui reliait l'Asie à l'Amérique du Nord durant le Pléistocène.
La superficie de l'île est de 4 640,12 km2. L'île a une longueur d'environ 145 km pour une largeur variant de 13 à 16 km.
Au sud de l'île, on trouve une polynie persistante, formée quand les vents dominants du nord et de l'est chassent les glaces dérivantes loin des côtes.
Les îles Punuk sont un petit archipel à l'est de l'île Saint-laurent.

## Démographie
Au recensement de 2000, l'île comptait 1292 habitants principalement dans deux villages, Savoonga et Gambell. La population est essentiellement composée de Yupiks de Sibérie. Le Alaska Native Claims Settlement Act de 1971 a attribué à ces deux villages la plupart des terres de l'île, donnant également le droit aux indigènes de commercialiser l'ivoire fossilisé et les autres objets qui pourraient s'y trouver.

## Faune et flore
Aucun arbre ne pousse sur l'île, à l'exception de minuscules arbustes ne dépassant pas 30 cm de hauteur, les saules arctiques. L'île héberge de nombreux oiseaux et mammifères marins, principalement à cause de l'influence du courant d'Anadyr, un courant océanique froid riche en éléments nutritifs provenant des eaux profondes de la mer de Béring.
La polynie abrite la quasi-totalité de la population mondiale d'eiders à lunettes six mois par année. La polynie fournit aussi un habitat important pour des alcidés, certaines espèces de mouettes et de puffins, des morses, des baleines boréales, certaines espèces de phoques et les ours polaires.

## Histoire
Des traces d'occupation de l'île depuis 2000 ans ont été retrouvées avec des objets caractéristiques de style Okvik. L'occupation de l'île n'a pas été continue, l'analyse des squelettes démontrant aussi des périodes de famine. Elle a servi régulièrement de base de chasse pour les populations continentales qui ont migré en fonction des changements climatiques et de l'abondance des ressources de chasse et de pêche.
Appelée Sivuqaq par les Yupiks qui vivaient là, l'île fut visitée par l'explorateur russo-danois Vitus Béring le 10 août 1728 et nommée du nom du saint du jour, saint Laurent. L'île est le premier lieu connu d'Alaska exploré par des Européens.
Il y avait au milieu du XIXe siècle environ 4000 Yupiks d'Alaska et Yupiks de Sibérie qui vivaient sur l'île, répartis en plusieurs villages le long de la côte, vivant de chasse au morse et à la baleine et de pêche. Une famine en 1878–1880 provoqua la mort ou le départ de nombre d'entre eux, décimant la population. Pratiquement tous ceux qui restèrent étaient des Yupiks de Sibérie.
Des rennes furent introduits sur l'île en 1900 pour améliorer l'économie locale. Le troupeau monta jusqu'à 10 000 têtes en 1917, mais a depuis décliné. De nos jours, les rennes sont élevés pour leur viande.
Une base radar de l'US Air Force exista au cap Nord-est de 1952 à 1972. Une polémique vit le jour après la fermeture de cette base sur une pollution au PCB et un taux élevé de cancers dans les populations environnantes. Bien que les autorités n'aient pas reconnu de lien de cause à effet, un programme de dépollution de 10 millions de dollars a été entrepris en 2003.

## Villages
- Gambell
- Savoonga